# Episcleritis
Episcleritis is een oppervlakkige ontsteking van het weefsel onder het bindvlies van het oog. Episcleritis is te zien aan een meestal plaatselijke wat rode tot paarsige vlek op het oogwit, soms met daarop een wat gelig knobbeltje. De aandoening is vaak licht pijnlijk. Er komen geen microorganismen aan te pas. De ziekte neigt tot recidiveren en na verloop van tijd treedt vaak een wat blauwige verlittekening op.
Doorgaans is het geen symptoom van een andere ziekte. Behandeling is doorgaans niet nodig, maar indien gewenst zijn corticosteroïddruppels eerste keus.